# Меркольяно
Меркольяно (італ. Mercogliano) — муніципалітет в Італії, у регіоні Кампанія, провінція Авелліно.
Меркольяно розташоване на відстані близько 220 км на південний схід від Рима, 45 км на схід від Неаполя, 5 км на захід від Авелліно.
Населення — 12 299 осіб (2014).
Щорічний фестиваль відбувається 14 лютого. Покровитель — San Modestino.

## Демографія
Населення за роками:

Станом на 1 січня 2023 року в муніципалітеті офіційно проживали 574 іноземці з 48 країн, серед них 166 громадян країн Євросоюзу та 75 громадян України.

## Сусідні муніципалітети
- Авелліно
- Монтефорте-Ірпіно
- Муньяно-дель-Кардінале
- Оспедалетто-д'Альпіноло
- Куадрелле
- Суммонте